# Yamada Yoshinobu
Yamada Yoshinobu (山田恵庸) Es un Mangaka nacido en la ciudad de Kytakyushu en la prefectura de Fukuoka el 4 de octubre de 1973

## Historia
Cuando estaba en la escuela primaria, Leyó el manga de Masami Kurumada " Ring ni Kakero" por un amigo, y después de ser influenciado por él, decidió convertirse en mangaka. En la secundaria recibió inspiración del manga de Rumiko Takahashi , Y gracias a ello comenzó a plantearse el dibujar seriamente. Después de trabajar como asistente de Shigeru Tsuchiyama y Takashi Imashiro , hizo su debut con "Futari Bocchi". Después de eso, " EX Shonen Drifting " se serializó en "Magazine SPECIAL " ( Kodansha ), " Chanbara" se serializó en " Shūkan Shōnen Magazine " así como " Cage of Eden "  el cual se serializó desde el 2008 al 2013. Siendo esta su serialización más larga. Solo siendo superada por "Satanophany". 
En septiembre del mismo año, comenzó a serializar su manga "Charön" pero finalizó en tan solo tres meses. Después de eso, " DEATHTOPIA " fue serializado desde abril del 2014 hasta el primer número de 2017, este manga salto a la fama Yoshinobu y le permitió hacerse un nombre. Finalmente  "Satanophany "  es serializado desde el 13 de marzo del 2016 y sigue en publicación por la de "Shūkan Shōnen Magazine.

## Curiosidades de su persona.
- El lugar de trabajo tiene un Polypteridae, Pogona vitticeps, Litoria caerulea mantiene un. Además, durante el dibujo, trabajo exclusivamente en animación como BGM.[1] En el momento de la serialización de "EX Shonen Drifting", tenía un hámster,[2] Cardinal Tetra y camarones Amano.[3]
- Solía ser un fumador pero en 2018 afirmó que había dejado de fumar hacía 10 años.[4]
- Yamada pidió disculpas, ya que al no saber componer la historia, dos de sus mangas no tuvieron el éxito que necesitaban para continuar, tanto "Cage of Eden" como "CHARON" fueron descontinuados por dichos motivos.
- En 2014, fue presidente del jurado especial del "26th Evening Newcomer Award -the Challenge-".[5][6]
- A partir de 2018, el manuscrito está elaborado por completo en formato digital , por lo que no hay manuscrito en bruto o físico.[7]
- Yamada Sensei es un aficionado a la pesca. lo cual se puede ver en su manga Satanophany.  en numerosas ocasiones ha mostrado que toma descansos solo para dedicarse a su afición.[8]
- Muchos personajes de sus series menos exitosas como "Charon" fueron reutilizados para Satanophany, el caso más evidente es Karen de Deathtopia, la cual es el mismo personaje, pero de un universo distinto.
- Tiene numerosas armas de referencia en su estudio, alguna de ellas se han utilizado de referencia para las portadas de los volúmenes y páginas del manga.[9]
- Yamada únicamente tiene una motocicleta, ya que cuando era joven no tenía mucho dinero, pero ahora no tiene tiempo para tomar cursos de manejo[10]
- Yamada admitió que es diabético, por lo que siempre debe revisar sus comidas en caso de que tengan azúcar, de lo contrario puede morir.[11]
- En una ocasión comentó que debido al estrés de publicar, tomaba una bebida de naranja, la cual dijo que era una bomba de azúcar, y  fue una de las razones que le provocó la diabetes.
- En el momento actual (2022) bajo la publicación de Satanophany, tiene 3 gatos.[12]

## Lista de trabajos
- Futari Bocchi[13]
- EX Shonen Drifting ("Magazine SPECIAL" 1999 No.8 --2001 N.º 9, 5 volúmenes en total)
- Chamara Ippatsu Kobo Hayato ("Weekly Shonen Magazine" N.º 45, 2002-N.º 12, 2003, 2 volúmenes)
- Cage of Eden ("Weekly Shonen Magazine" N.º 52, 2008-N.º 8, 2013, 21 volúmenes)
- CHARON ("Weekly Shonen Magazine" N.º 42, 2013-N.os 4 y 5, 2014, 2 volúmenes)
- DEATHTOPIA ("Evening" 2014 N.º 10 - 2017 N.º 1, 8 volúmenes en total)
- Satanophany (" Weekly Young Magazine " núm. 15, serializado en 2017, 16 volúmenes ya publicados)